# Ronde van Frankrijk 1974
| Route van de Ronde van Frankrijk 1974. |                       |              |
| Eindklassement                         |                       |              |
| Algemeen klassement                    | Eddy Merckx           | 116h 16' 58" |
| Tweede                                 | Raymond Poulidor      | + 8' 04"     |
| Derde                                  | Vicente López Carril  | + 8' 09"     |
| Vierde                                 | Wladimiro Panizza     | + 10' 59"    |
| Vijfde                                 | Gonzalo Aja           | + 11' 24"    |
| Zesde                                  | Joaquim Agostinho     | + 14' 24"    |
| Zevende                                | Michel Pollentier     | + 16' 34"    |
| Achtste                                | Mariano Martínez      | + 18' 33"    |
| Negende                                | Alain Santy           | + 19' 55"    |
| Tiende                                 | Herman Vanspringel    | + 24' 11"    |
| Rode Lantaarn                          | Lorenzo Alaimo (105e) | + 3h 55' 46" |
| Puntenklassement                       | Patrick Sercu         | 283 punten   |
| Tweede                                 | Eddy Merckx           | 270 punten   |
| Derde                                  | Barry Hoban           | 170 punten   |
| Bergklassement                         | Domingo Perurena      | 161 punten   |
| Tweede                                 | Eddy Merckx           | 118 punten   |
| Derde                                  | José-Luis Abilleira   | 109 punten   |
| Ploegenklassement                      | KAS                   | -            |
| Tweede                                 | GAN-Mercier           | -            |
| Derde                                  | Molteni               | -            |

De 61e editie van de Ronde van Frankrijk ging van start op 27 juni 1974 in Brest. Hij eindigde op 21 juli in Parijs. Er stonden 130 renners verdeeld over 13 ploegen aan de start. Het algemeen klassement werd gewonnen door Eddy Merckx
- Aantal ritten: 22
- Totale afstand: 4098 km
- Gemiddelde snelheid: 35.241 km/h
- Aantal deelnemers: 130
- Aantal uitgevallen: 25

## Belgische en Nederlandse prestaties
In totaal namen er 35 Belgen en 11 Nederlanders deel aan de Tour van 1974.

### Belgische etappezeges
- Eddy Merckx won de Proloog in Brest, de 7e etappe van Bergen (Mons) naar Chalons-sur Marne, 9e etappe van Besançon naar Gaillard, de 10e etappe van Gaillard naar Aix-les-Bains, de 15e etappe van Colomiers naar Seo de Urgel, de 19e etappe deel B van Bordeaux naar Bordeaux, de 21e etappe deel A van Vouvray naar Orléans en de 22e etappe van Orléans naar Parijs
- Patrick Sercu won de 3e etappe van Morlaix naar Saint-Malo en de 4e etappe van Saint-Malo naar Caen.
- Ronny De Witte won de 5e etappe van Caen naar Dieppe.
- Joseph Spruyt won de 12e etappe van Savines-le-Lac naar Orange.
- Michel Pollentier 21e etappe deel B van Orléans naar Orléans.

### Nederlandse etappezeges
- Henk Poppe won de 2e etappe van Plymouth naar Plymouth.
- Gerard Vianen won de 20e etappe van Saint-Gilles-Croix-de-Vie naar Nantes.

## Etappes
- Proloog Brest: Eddy Merckx (Bel)
- 1e Etappe Brest -Saint-Pol-de-Léon: Ercole Gualazzini (Ita)
- 2e Etappe  Plymouth -  Plymouth: Henk Poppe (Ned)
- 3e Etappe Morlaix - Saint-Malo: Patrick Sercu (Bel)
- 4e Etappe Saint-Malo - Caen: Patrick Sercu (Bel)
- 5e Etappe Caen - Dieppe: Ronny De Witte (Bel)
- 6e Etappe Dieppe -  Harelbeke: Jean-Luc Molineris (Fra)
- 6e Etappe  Harelbeke -  Harelbeke: Molteni
- 7e Etappe  Bergen (Mons) - Châlons-sur-Marne: Eddy Merckx (Bel)
- 8e Etappe Châlons-sur-Marne - Chaumont: Cyrille Guimard (Fra)
- 8e Etappe Chaumont - Besançon: Patrick Sercu (Bel)
- 9e Etappe Besançon - Gaillard: Eddy Merckx (Bel)
- 10e Etappe Gaillard - Aix-les-Bains: Eddy Merckx (Bel)
- 11e Etappe Aix-les-Bains - Serre Chevalier: Vicente López Carril (Spa)
- 12e Etappe Savines-le-Lac - Orange: Joseph Spruyt (Bel)
- 13e Etappe Avignon - Montpellier: Barry Hoban (GBr)
- 14e Etappe Lodève - Colomiers: Jean-Pierre Genet (Fra)
- 15e Etappe Colomiers -  Seo de Urgel: Eddy Merckx (Bel)
- 16e Etappe  Seo de Urgel - Pla d'Adet: Raymond Poulidor (Fra)
- 17e Etappe Saint-Lary-Soulan - Col du Tourmalet: Jean-Pierre Danguillaume (Fra)
- 18e Etappe Bagnères-de-Bigorre - Pau: Jean-Pierre Danguillaume (Fra)
- 19ae Etappe Pau- Bordeaux: Francis Campaner (Fra)
- 19be Etappe Bordeaux - Bordeaux: Eddy Merckx (Bel)
- 20e Etappe Saint-Gilles-Croix-de-Vie - Nantes: Gerard Vianen (Ned)
- 21ae Etappe Vouvray - Orléans: Eddy Merckx (Bel)
- 21be Etappe Orléans - Orléans: Michel Pollentier (Bel)
- 22e Etappe Orléans - Parijs: Eddy Merckx (Bel)

## Doping
Bij deze ronde werden vier wielrenners positief getest, namelijk
- Cyrille Guimard op piperidine;
- Claude Tollet op amfetamine;
- Daniel Ducreux op piperidine;
- Carlos Melero op piperidine.

 winnaars gele trui · 
 puntenklassement · 
 bergklassement · 
 jongerenklassement · 
 tussensprintklassement · 
 combinatieklassement · 
 ploegenklassement · 
 strijdlust · 
rode lantaarn
records · meeste deelnames · ranglijst etappewinnaars · bekende beklimmingen · valpartijen · dopinggevallen · Grand Départ · Souvenir Henri Desgrange
1903 · 
1904 · 
1905 · 
1906 · 
1907 · 
1908 · 
1909 · 
1910 · 
1911 · 
1912 · 
1913 · 
1914 ·
1915 ·
1916 ·
1917 ·
1918 · 
1919 · 
1920 · 
1921 · 
1922 · 
1923 · 
1924 · 
1925 · 
1926 · 
1927 · 
1928 · 
1929 · 
1930 · 
1931 · 
1932 · 
1933 · 
1934 · 
1935 · 
1936 · 
1937 · 
1938 · 
1939 · 
1940 ·
1941 ·
1942 ·
1943 ·
1944 ·
1945 ·
1946 ·
1947 · 
1948 · 
1949 · 
1950 · 
1951 · 
1952 · 
1953 · 
1954 · 
1955 · 
1956 · 
1957 · 
1958 · 
1959 · 
1960 · 
1961 · 
1962 · 
1963 · 
1964 · 
1965 · 
1966 · 
1967 · 
1968 · 
1969 · 
1970 · 
1971 · 
1972 · 
1973 · 
1974 · 
1975 · 
1976 · 
1977 · 
1978 · 
1979 · 
1980 · 
1981 · 
1982 · 
1983 · 
1984 · 
1985 · 
1986 · 
1987 · 
1988 · 
1989 · 
1990 · 
1991 · 
1992 · 
1993 · 
1994 · 
1995 · 
1996 · 
1997 · 
1998 · 
1999 · 
2000 · 
2001 · 
2002 · 
2003 · 
2004 · 
2005 · 
2006 · 
2007 · 
2008 · 
2009 · 
2010 · 
2011 · 
2012 · 
2013 · 
2014 · 
2015 · 
2016 · 
2017 · 
2018 · 
2019 ·
2020 · 
2021 · 
2022 · 
2023 · 
2024 · 
2025